# Baha Liurai (Fest)

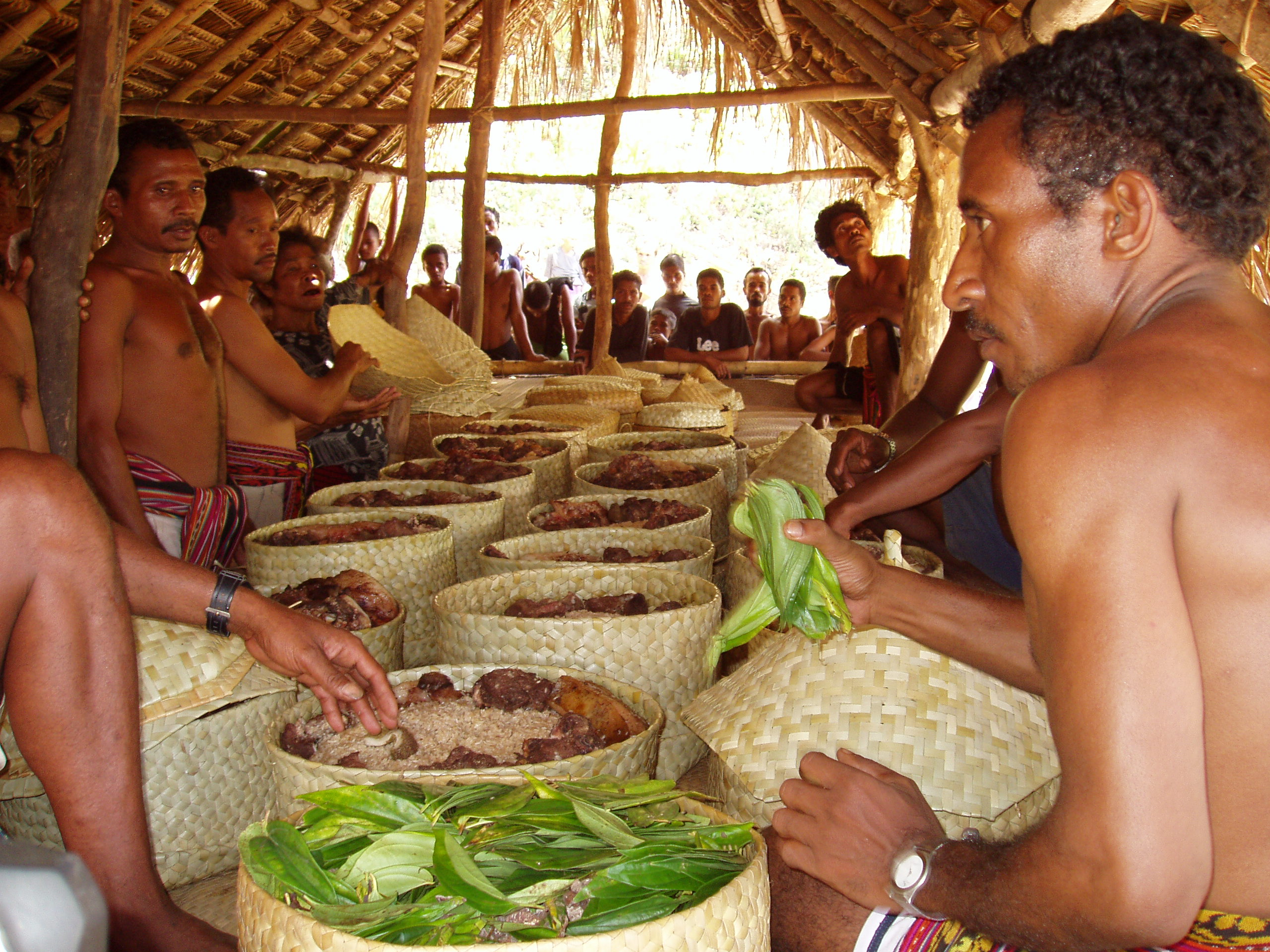
Die Opfergaben aufgetischt im Dorf am Ende des Festes

Baha Liurai (deutsch Berg des Herrschers) ist ein animistisches Fest im mehrheitlich von Naueti bewohnten osttimoresischen Suco Babulo (Verwaltungsamt Uato-Lari, Gemeinde Viqueque). Es findet alle sieben bis fünfzehn Jahre auf dem gleichnamigen „heiligen Berg“ statt, beziehungsweise wenn die Ältesten es für notwendig ansehen. Hier sollen ina ama, Vater und Mutter der Ahnen, beerdigt sein. An ihrem Grab wird den Ahnen während des Festes ein Opfer dargebracht. Man spricht mit ihnen, dankt den Ahnen für ihren Schutz für die Bewohner im „heiligen Land“ und bittet um ihren weiteren Schutz und Freizügigkeit.
Nach 1974 wurde es nicht begangen, weil solche animistischen Zeremonien unter der indonesischen Besatzung (1975–1999) verboten waren. Anderen Quellen nach fand das letzte Fest direkt vor der Flucht der Gemeinschaft vor den Invasoren zum Matebian Ende 1976 statt. Das erste Baha Liurai nach der Besatzung fand im November 2003 statt. Die Reinitialisierung war problematisch, da keiner der Ältesten, die die letzte Zeremonie durchführten, noch am Leben war. Die rituelle Wiedervereinigung mit den Gründungsvorfahren wurde für die Wiederherstellung der „ordnungsgemäßen Ordnung der Dinge“ nach 24 Jahren Krieg, Besatzung und Vertreibung als unentbehrlich angesehen. Erstmals durften zu der Zeremonie Kameras mitgenommen werden und westliche Ausländer daran teilnehmen. Um die Geister für diese Abweichungen von den Regeln gnädig zu stimmen, wurde ihnen vom Dorf ein Schwein geopfert. Ein weiteres Fest folgte 2015. Das nächste ist für 2025 geplant.
Die Zusammenhänge zwischen den Clans, Häusern und den verschiedenen Ämtern werden im Artikel zum Suco Babulo genauer erörtert.

## Ablauf

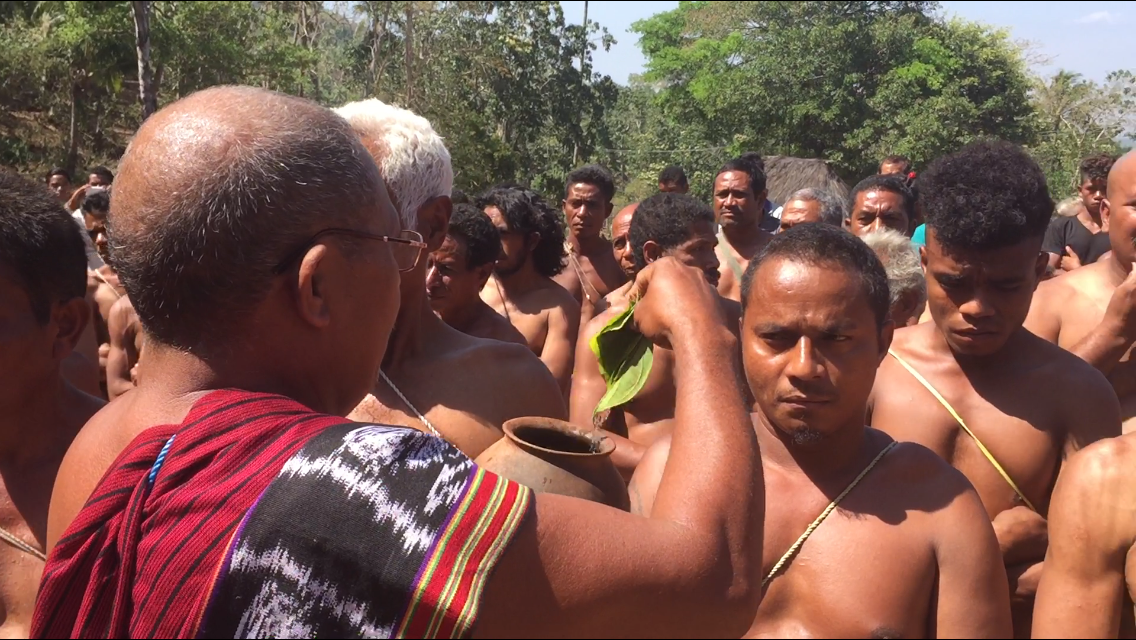
Der Bu Dato benetzt die Stirn der Teilnehmer mit einem Betelpfefferblatt mit Wasser

Die Bevölkerung wandert getrennt nach ihren Clans auf den Baha Liurai. Der spirituell führende Clan der Daralari trifft sich bei seinen beiden wichtigsten Heiligen Häusern (Uma Luli), Uma Buti (weißes Haus) und Uma Ita (schwarzes Haus). Reis, Betelnüsse und heiliges Wasser, die wichtigsten Opfergaben, werden zum Uma Buti gebracht oder aus ihm geholt und den Ältesten der verschiedenen Häuser des Daralari-Clans und deren Verwandten übergeben. Die Burmeta haben die traditionelle, weltliche Macht inne. Sie beginnen den Aufstieg bei ihrem heiligsten Haus in Borulaisoba. Vor dem Aufstieg wird den Teilnehmern mit einem Betelpfefferblatt die Stirn mit Wasser benetzt. Auf diese Weise sollen ihnen Unheil und eventuelle Flüche genommen werden, falls sie in der Vergangenheit Regeln verletzt haben. Das Wasser verteilt der Führer des Clans von Daralari, der die spirituelle Führung innerhalb des Sucos hat. Der Bu Dato, der spirituelle Führer, entstammt der Linie der rea bu’u (deutsch Herr/Eigentümer des Landes) und kann seine Abstammung von allen Familienmitgliedern am nächsten über seine männlichen Vorfahren vom Ahnherrn ableiten. Der Kabo Rai, der Hauptvertreter des Uma-Kabo-Hauses, das über die Nutzung von Land und natürliche Ressourcen wacht, reiht die Teilnehmer nach ihrem Rang in einer Reihe auf, in der sie dann zum Gipfel des Hügels laufen. Auf dem Kopf werden die Opfergaben jedes Clans im Suco für die Ahnen getragen. Nur traditionelle Materialien und Gegenstände sind beim Fest gestattet, weswegen die traditionellen Tais getragen werden. Mädchen und Frauen im gebärfähigen Alter dürfen an der Zeremonie nicht teilnehmen, da man glaubt, sie würden unfruchtbar werden. Weiter sind während des Festes auf dem Hügel Alkohol, das Kauen von Betelnüssen, Rauchen, Stuhlgang, Fluchen und der ungebührliche Kontakt zwischen Mann und Frau verboten.

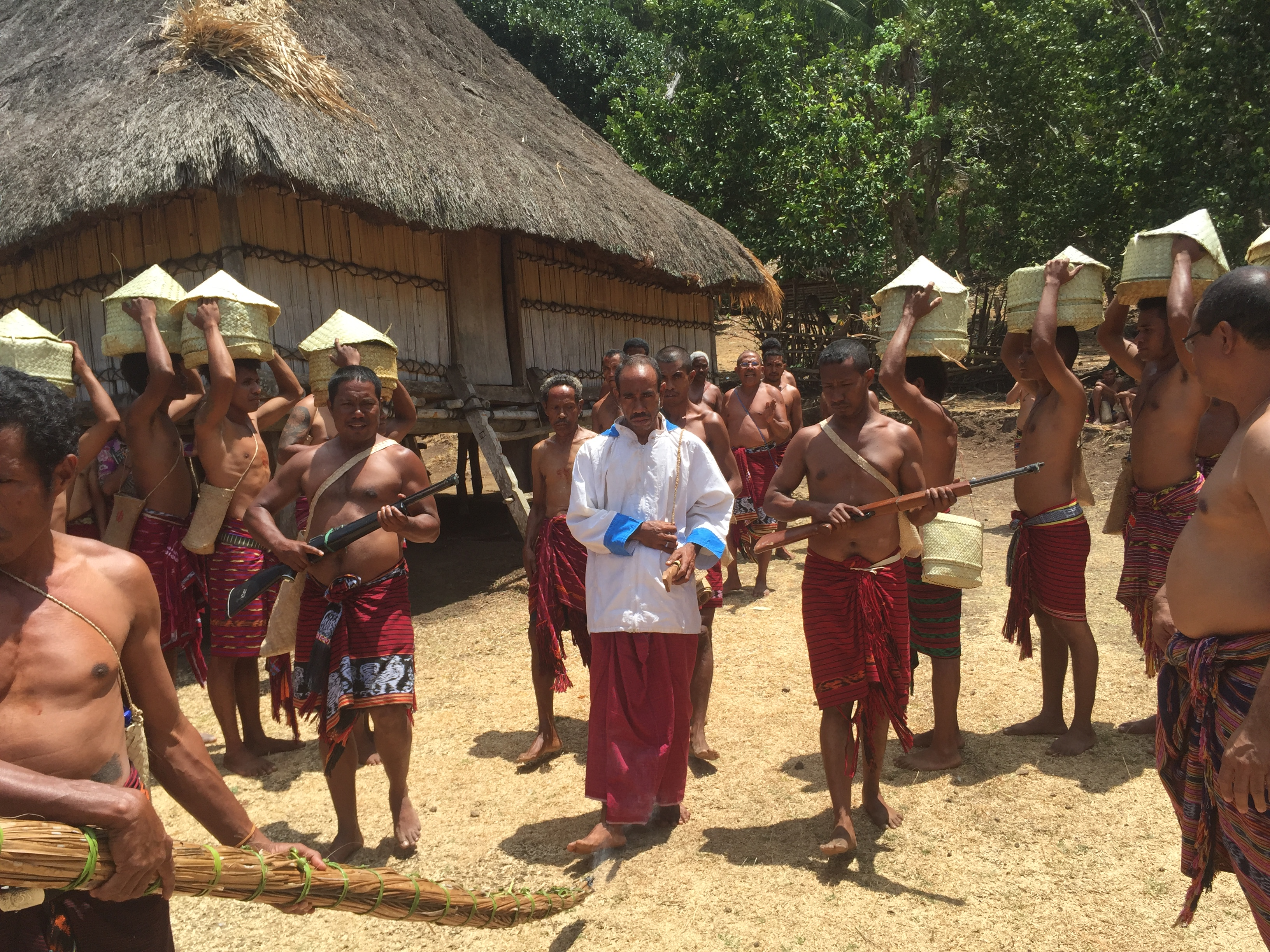
Der Makaer Luli, der Hüter des Heiligen Hauses von Uatosoba, dem wichtigsten im Suco
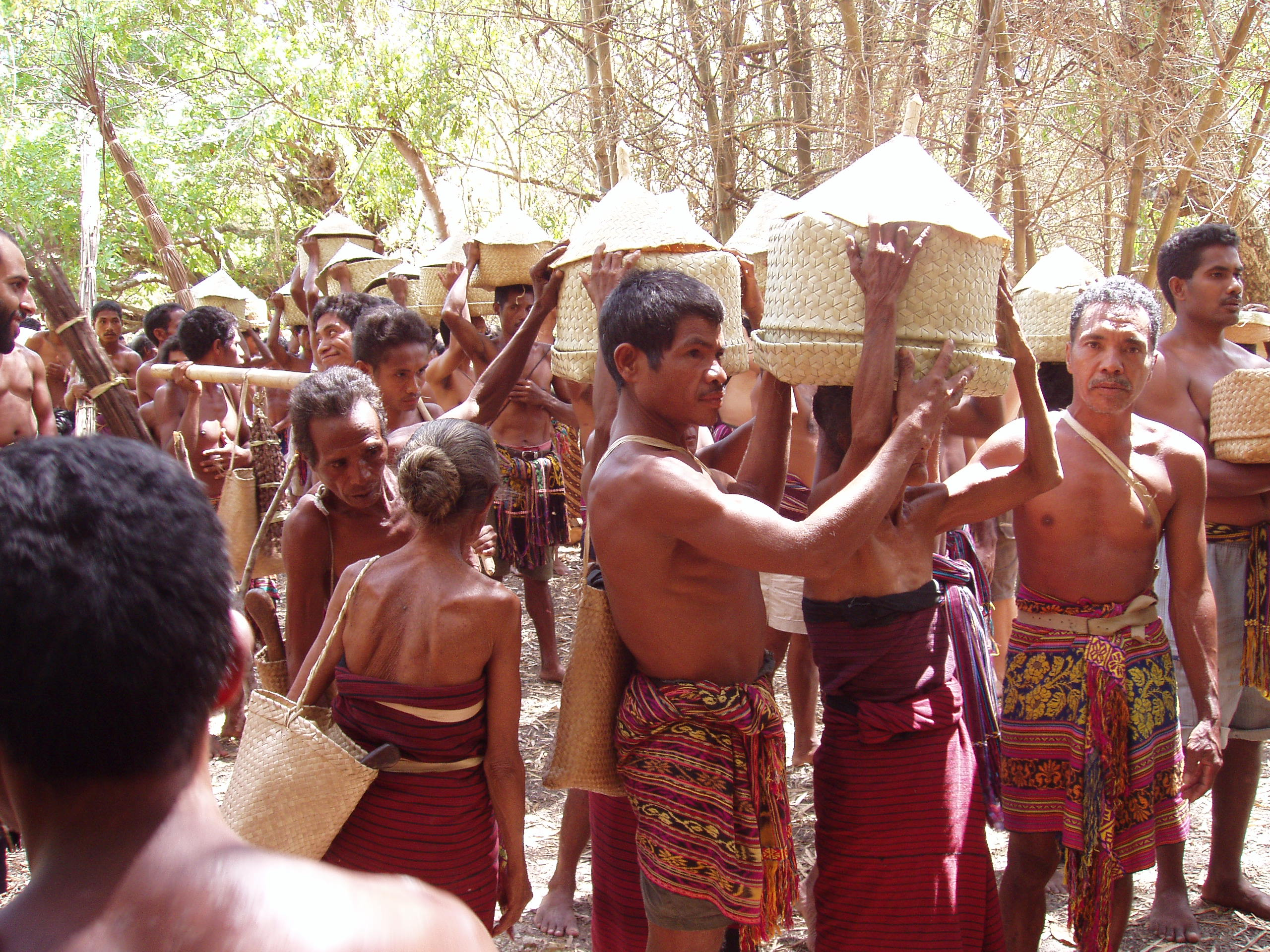
Vorbereitung zum Aufstieg am Fuße des Hügels
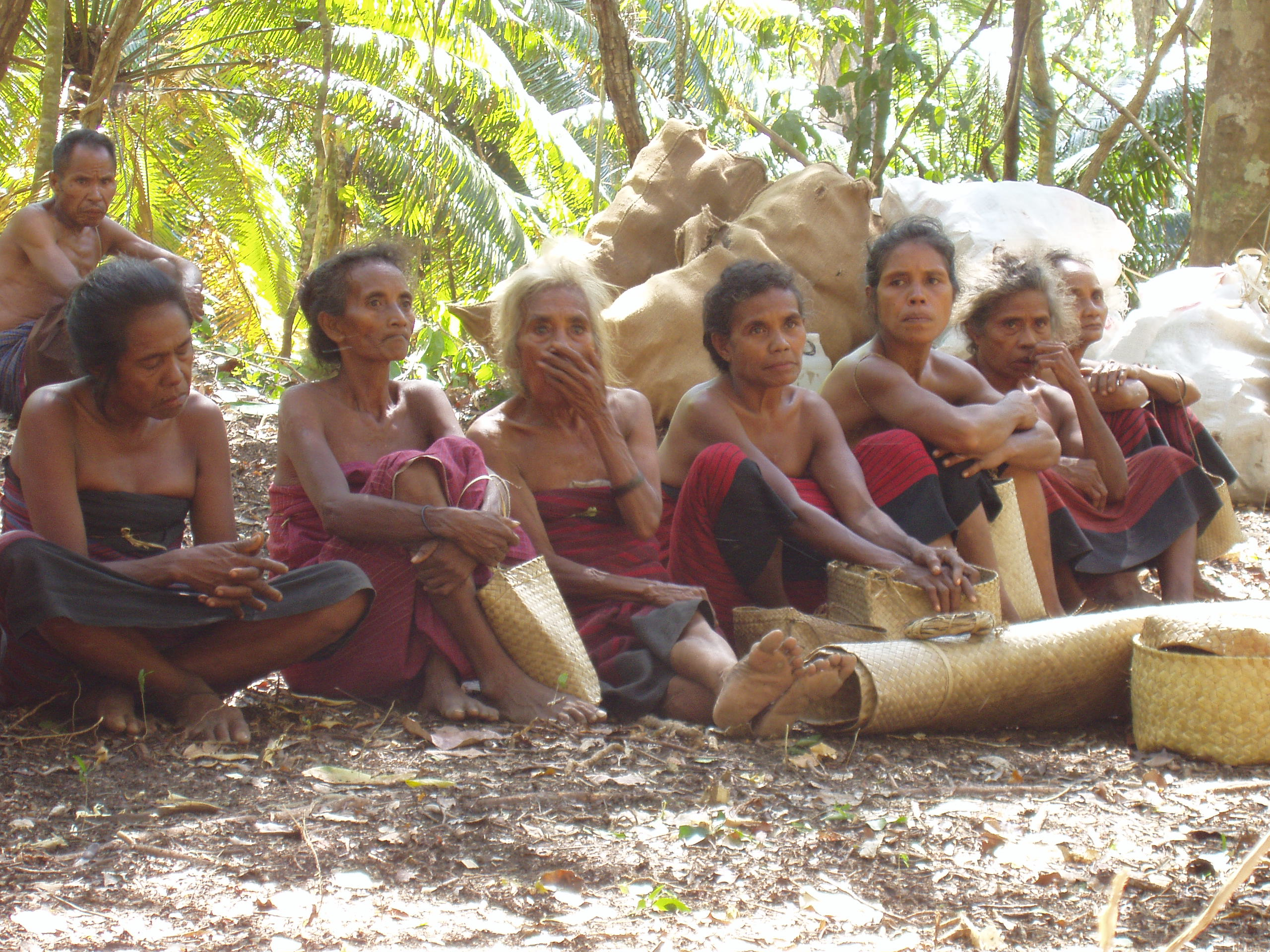
Die Geschlechter werden getrennt. Hier warten die Frauen …
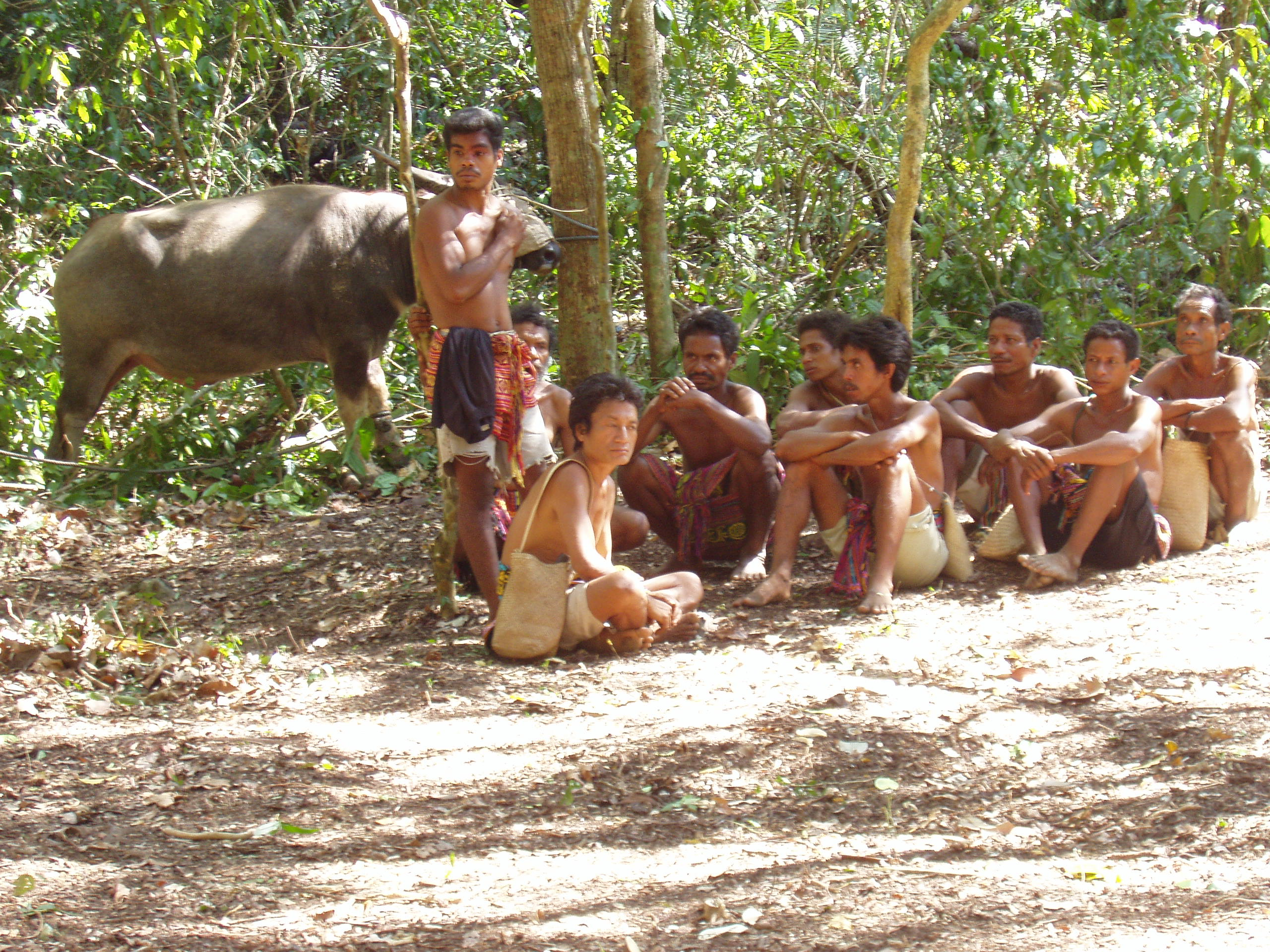
… und hier die Männer mit dem Wasserbüffel, der später geopfert wird
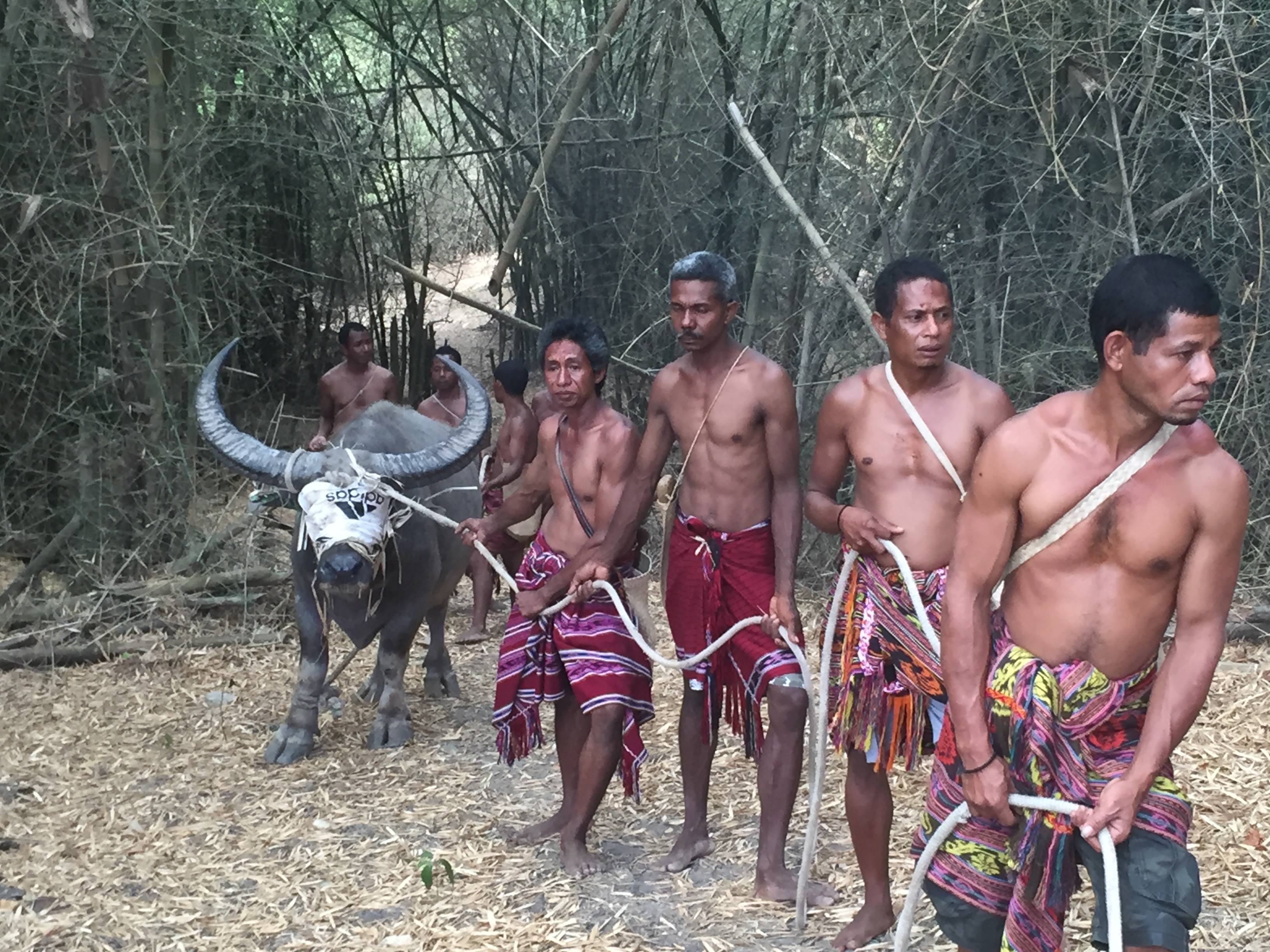
Auf dem Weg zum Gipfel des Hügels
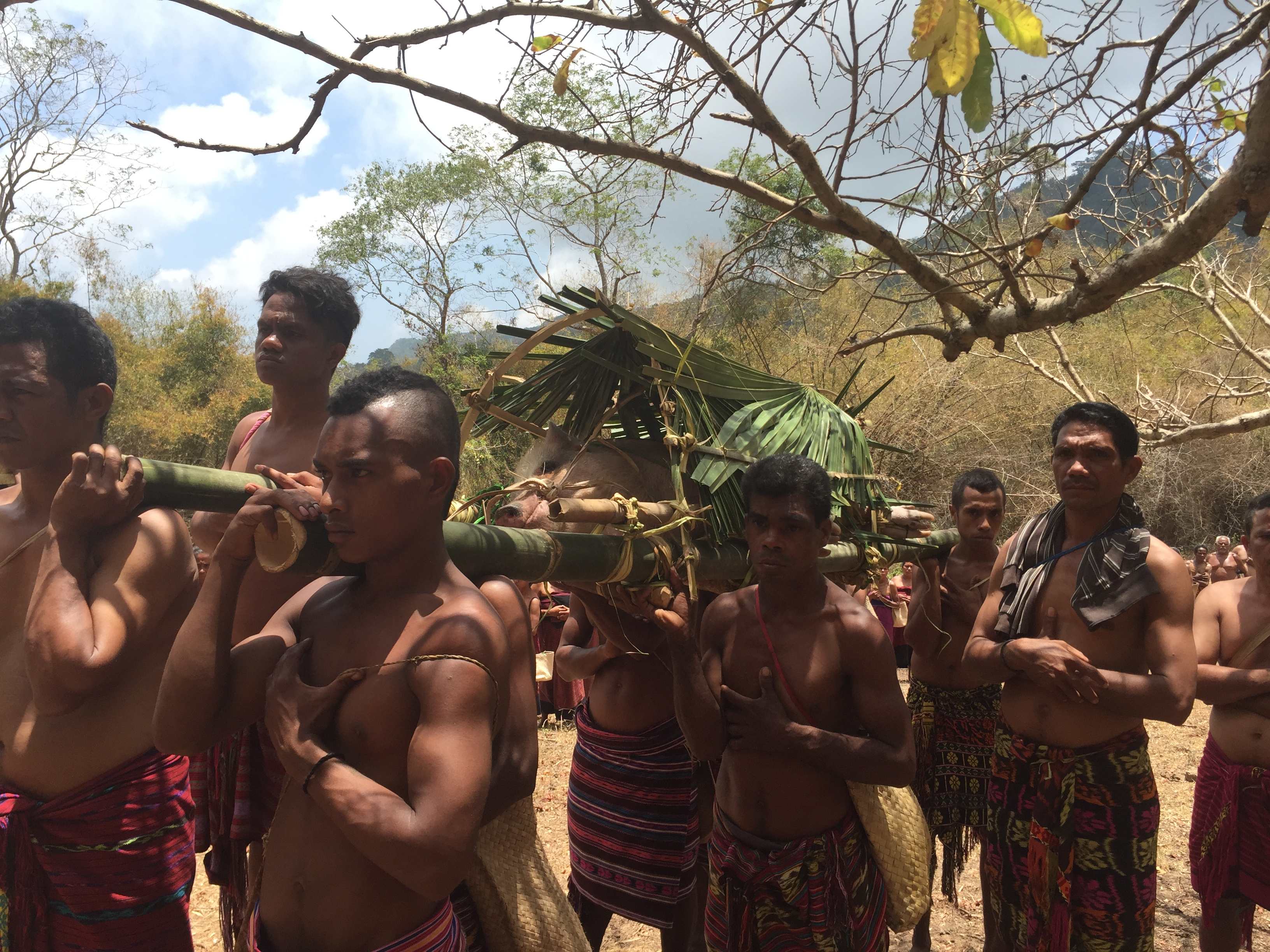
Auch ein Schwein wird nach oben gebracht
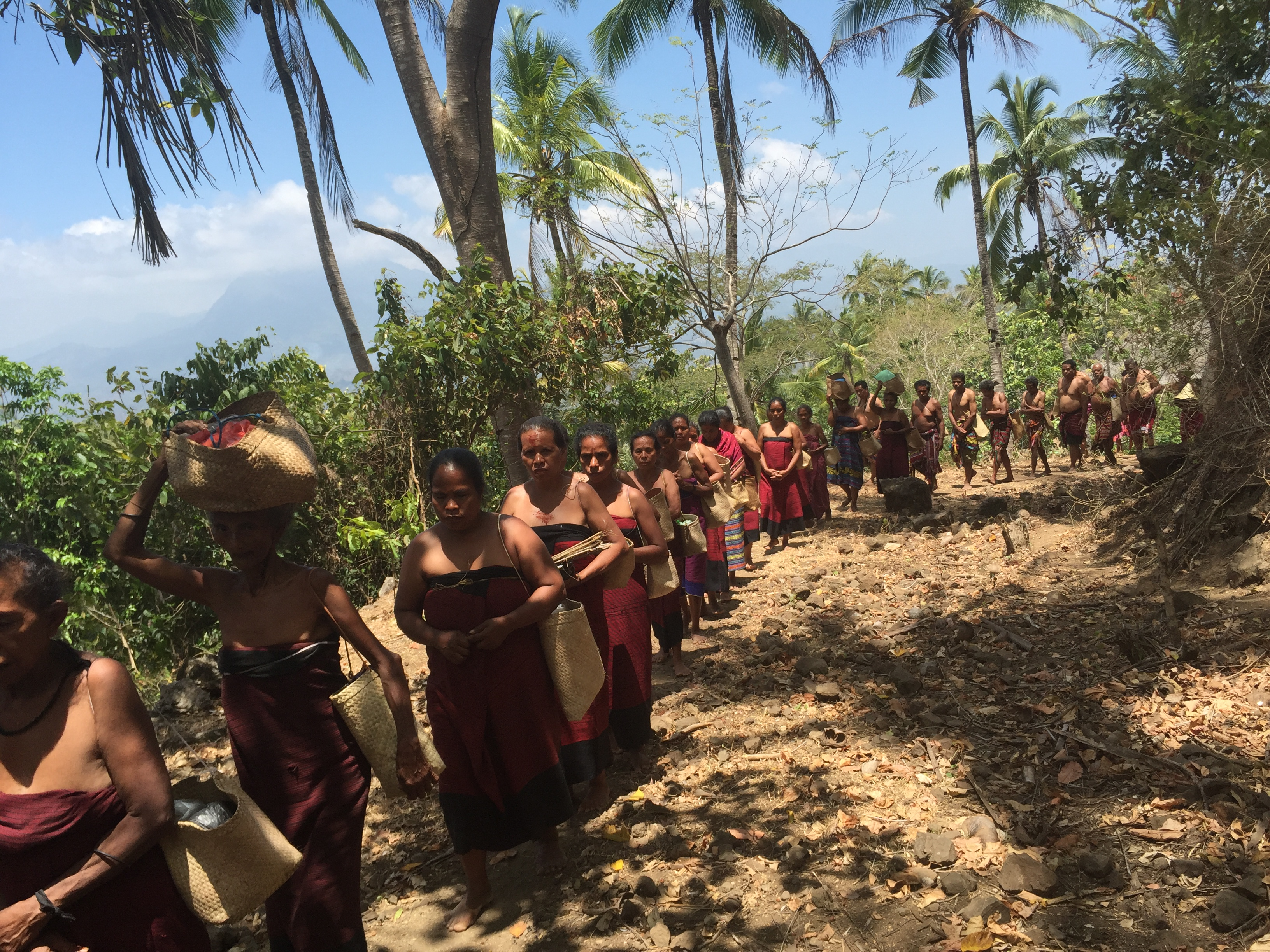
Die Hierarchie bestimmt den Platz in der Schlange auf dem Weg nach oben

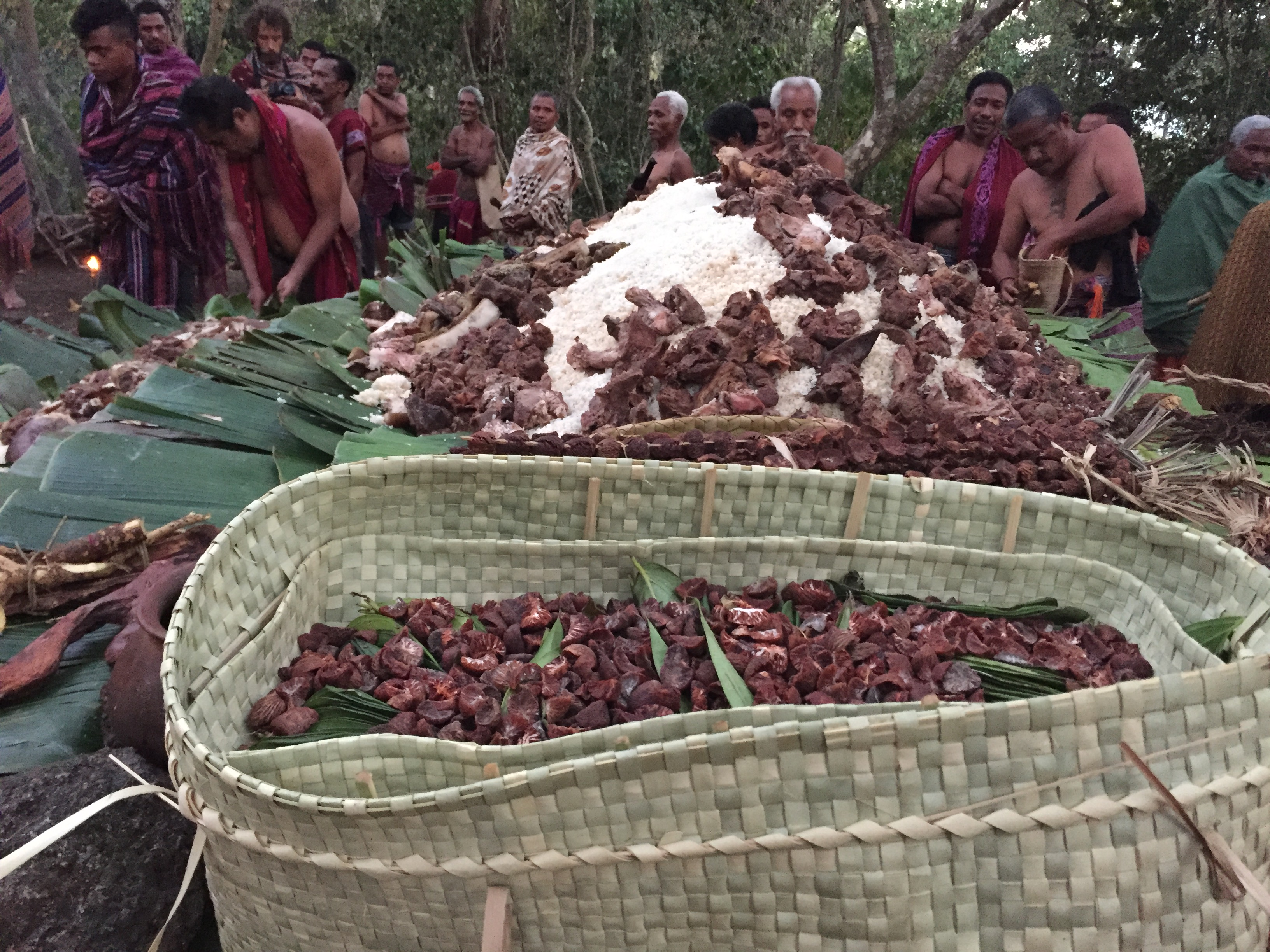
Die Opfergaben auf dem Altar

Auf dem Hügel treffen die Angehörigen der Daralari, Beli und Burmeta an einem Ort zusammen, der ita mata, kai hene (Tür und Tor) genannt wird. Der Ritualmeister, der Makaer Luli aus dem Ort Borolalo und die Ältesten der Daralari sind für die „Öffnung der Tür“ zum Gipfel zuständig. Dafür führt der Makaer Luli aus seinem Heiligen Haus mit. Seine Assistenten aus den Daralari-Häusern der Asu Rati Reino und Asu Rati Liurai führen dann die Festgemeinschaft auf den Weg zur Grabstätte der Ahnen auf der Spitze des Hügels. Ihnen folgen die Bu Dato von Beli und Daralari und die Liurai von Aha B Uu und Cota Nisi. Danach kommen andere führende Mitglieder der Gemeinschaft, die die Opfergaben tragen. Dazu gehören Tiere, wie Wasserbüffel und Schweine, Reis, Betelnüsse, Betelpfefferblätter und Wasser aus einer der heiligen Quellen (we-mata luli).
Am höchsten Punkt des Hügels ist der Wald gerodet worden, um eine freie Fläche für das Fest zu schaffen. Auf zwei Altären werden die zubereiteten Opferspeisen ina ama Beli Daralari (Mutter, Vater Beli Daralari) dargebracht, dem mythischen ersten Paar. Der Opferaltar besteht nur aus den heiligen Materialien, die auf dem Hügel zu finden sind. Gold, Silber oder andere Metalle werden daher nicht verwendet. Er stellt das Tor zwischen dem Reich der Lebenden und dem verbotenen Reich der Toten dar. Männer der Asu Rati Reino und Asu Rati Liurai bewachen über Nacht am Altar dieses Tor, um zu verhindern, dass die Geister der Lebenden sich mit jenen der Toten vermischen oder in das Reich der Toten eindringen. Sie schlagen mit Bambusstöcken an die Seiten der Altäre, um die bösartigen bu′u fernzuhalten. Auch die anderen Anwesenden sind angehalten wach zu bleiben und der Ahnen und jener Gemeindemitglieder, die nicht anwesend sein können, zu gedenken. Vertreter der Daralari achten die ganze Nacht darauf, dass niemand einschläft oder die anderen Regeln bricht.

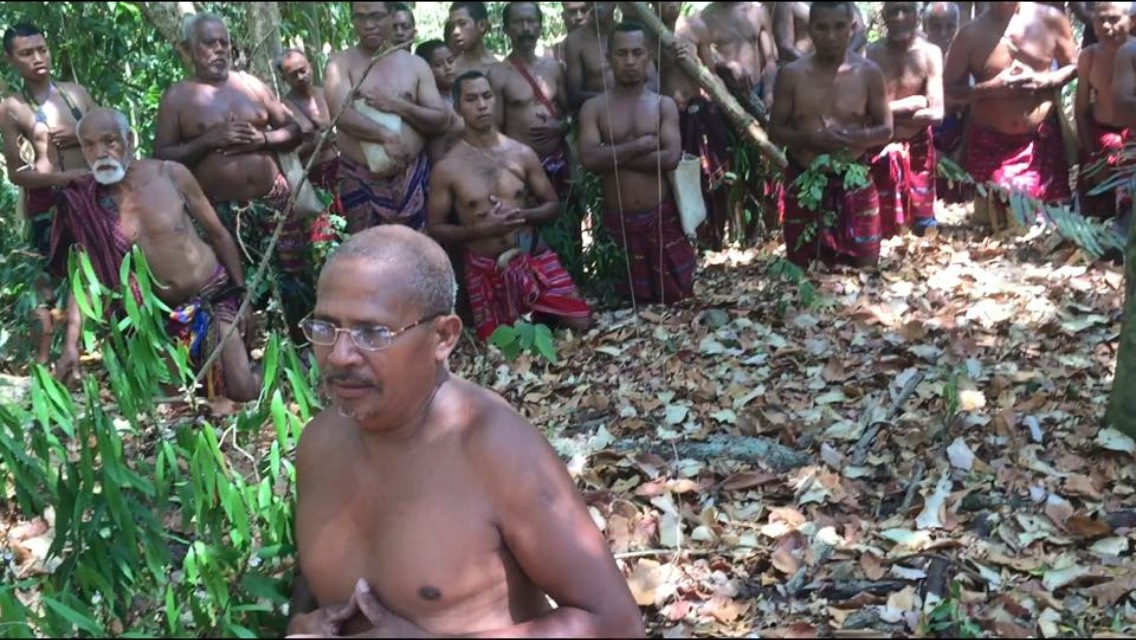
Auf dem Gipfel
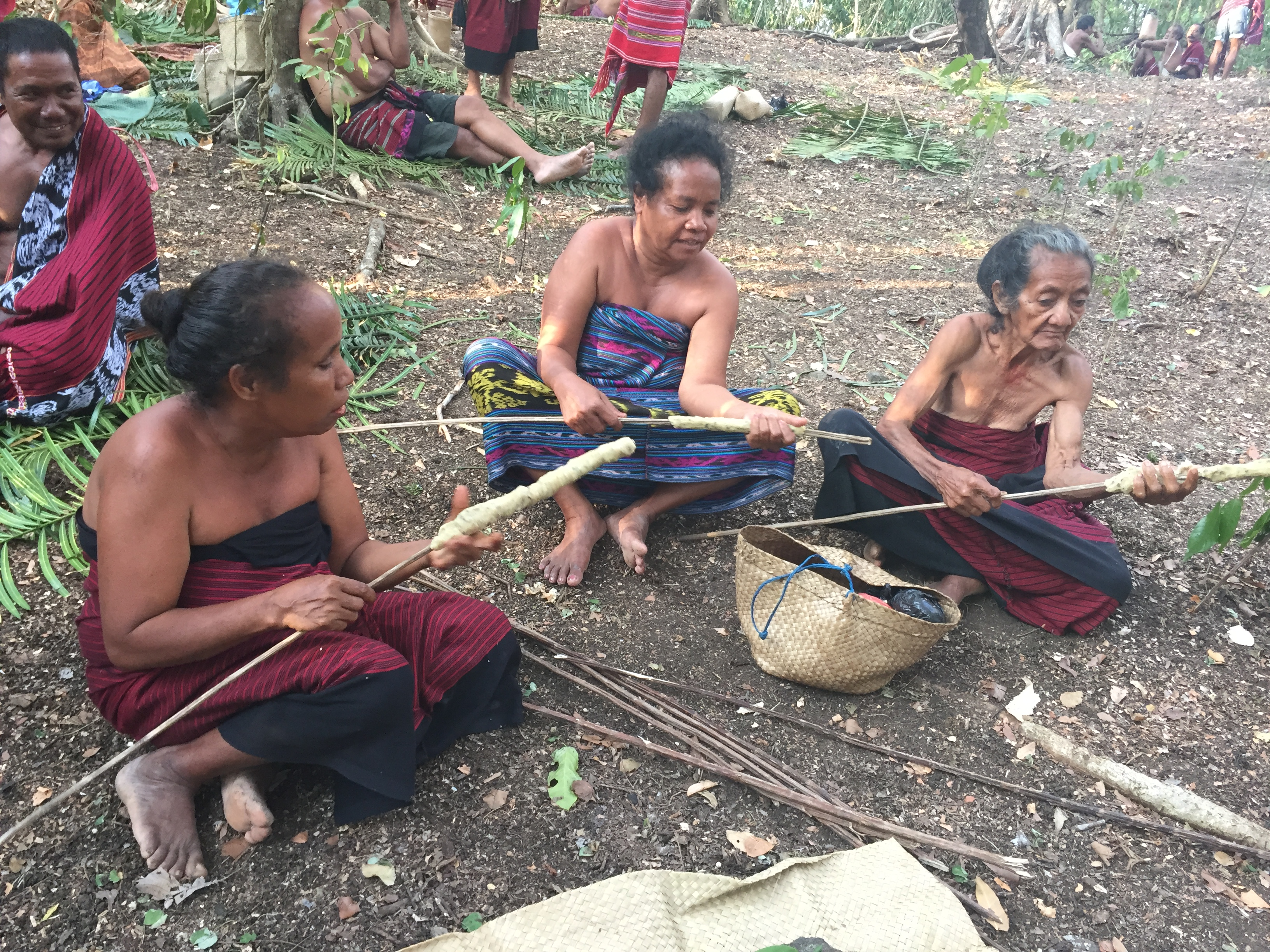
Zur nächtlichen Beleuchtung dienen Stäbe mit Lichtnusswachs
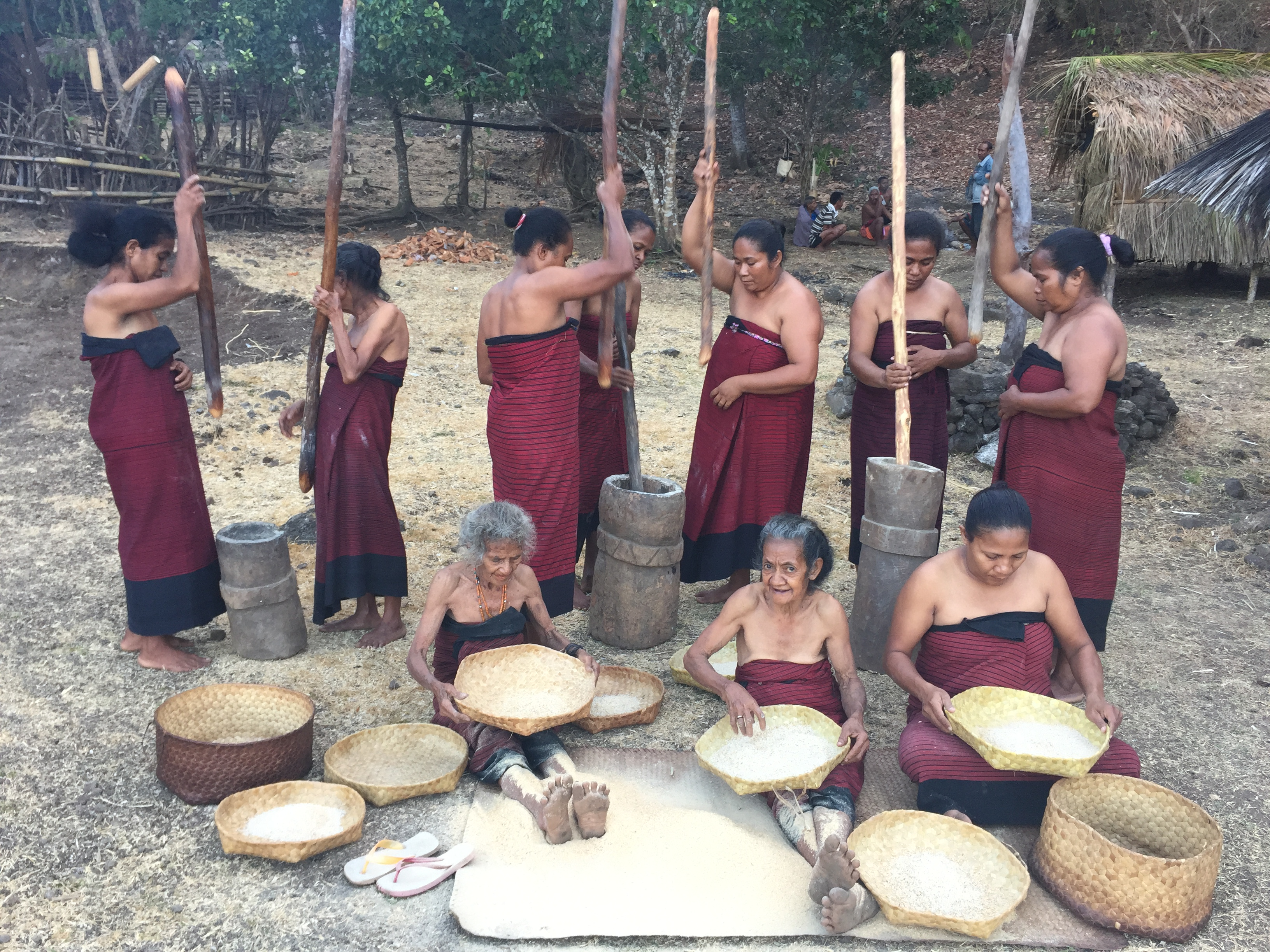
Frauen mahlen Reis
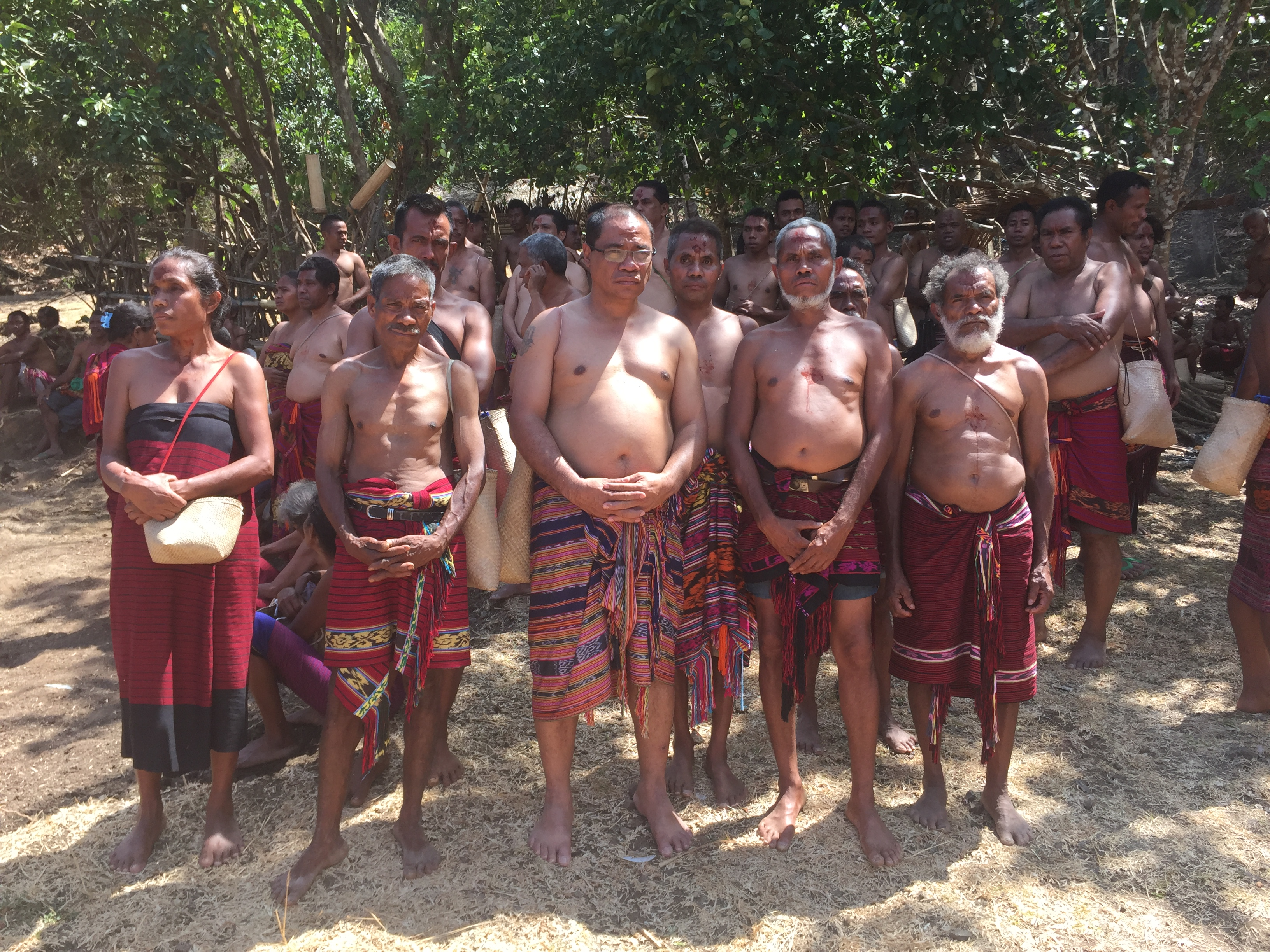
Die Würdenträger von Daralari
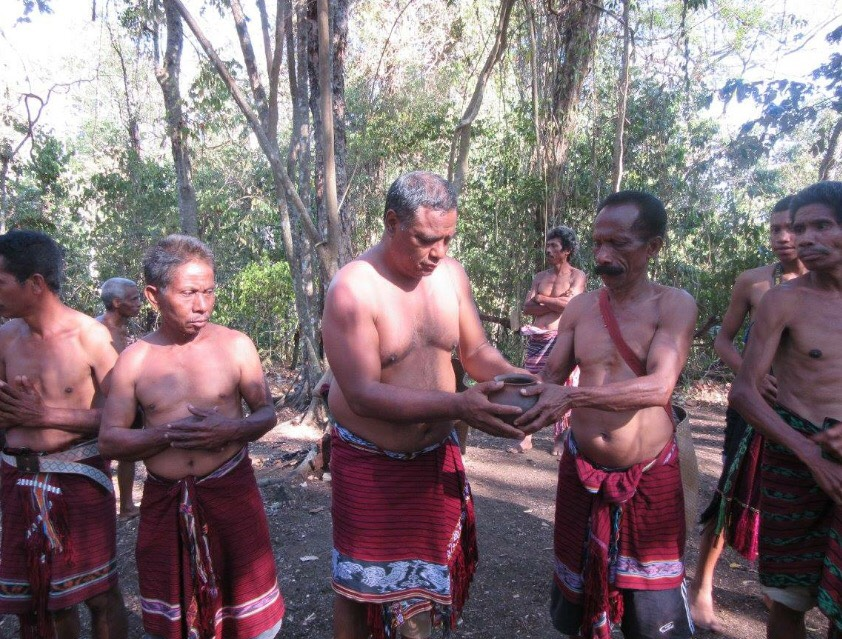
Boruana, das „heilige Wasser/Wasser des Lebens“, wird in einem Krug durch die Reihen gereicht
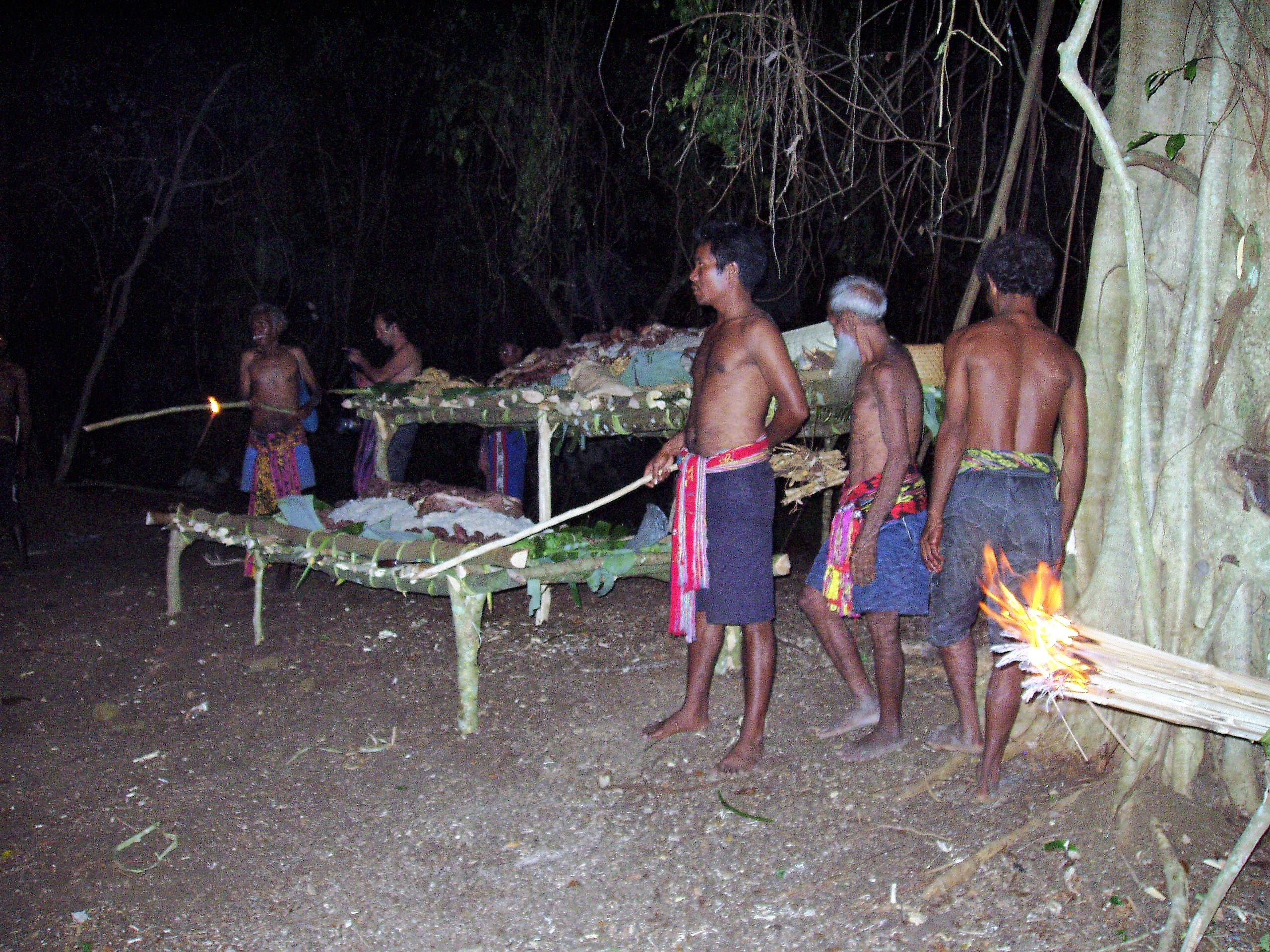
Die Nachtwache bei den Opfergaben

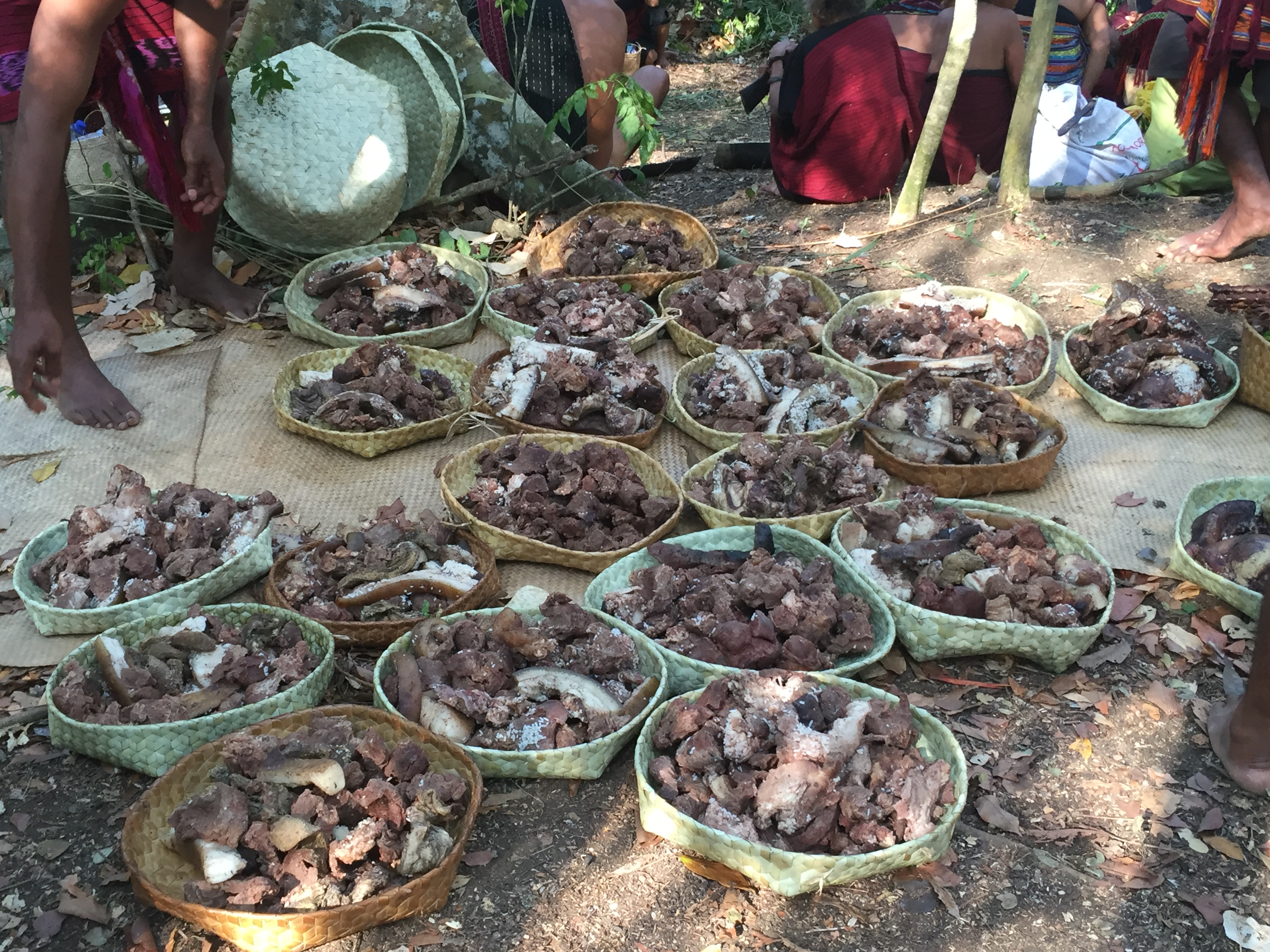
Am Morgen werden die Opfergaben auf die Familien aufgeteilt

Bei Sonnenaufgang werden die Opfergaben gemäß der Hierarchie auf die Clans verteilt. Es wird darauf geachtet, dass jeder einen Teil des Fleisches des Wasserbüffels erhält, und sei er auch noch so klein. Der Sprecher der Ältesten des Daralari-Clans und der Kabo Rai erinnert die Anwesenden an ihre sozialen und moralischen Verpflichtungen gegenüber den Ahnen und den rea mumu, rea uato (Herren des Landes). In der Verlautbarung werden auch allgemeine Verhaltensnormen und Regeln zum sozialen Kontakt zwischen Mann und Frau und zwischen den verschiedenen Gruppen im Suco vorgetragen. Dazu kommen noch Verbote für den Zugang zu bestimmten Regionen, Wäldern und anderen natürlichen Ressourcen und die Erinnerung an Regeln für landwirtschaftliche Arbeiten je nach Saison, wie Roden, Abbrennen, Pflanzen und Ernten.
Nach dieser Ansprache verlassen die Teilnehmer der Feier schweigend den Ort in einer einzigen Schlange, ohne sich umzudrehen. Den Abschluss bildet der Makaer Luli, der die „Tür“ zum Gipfel wieder verschließt. Beim Abstieg trägt jeweils ein Mann die Gaben für seine Familie in einem Korb auf dem Kopf. Nur die rechte Hand hält den Korb, während die linke an der Hüfte liegt. Dies bedeutet, dass die Zeremonie mit gutem Herz durchgeführt wurde, basierend auf Ehrlichkeit, Vertrauen und reinen Absichten, und dass man basierend auf diesen Werten zusammenleben wolle. Normalerweise ist das Tragen von Gegenständen auf dem Kopf eine Frauenarbeit. Für das Fest nehmen die Männer die Frauenrolle ein. Die heimgebrachten Opfergaben werden „Iluwai Malu bu“ genannt, „die Spucke und die Betelnuss“. Spucke symbolisiert den Segen der Ahnen und das Land, die Betelnuss die Ahnen. Jedes Mitglied des Sucos erhält seinen Anteil von den Opfergaben, auch jene, die in Übersee leben.

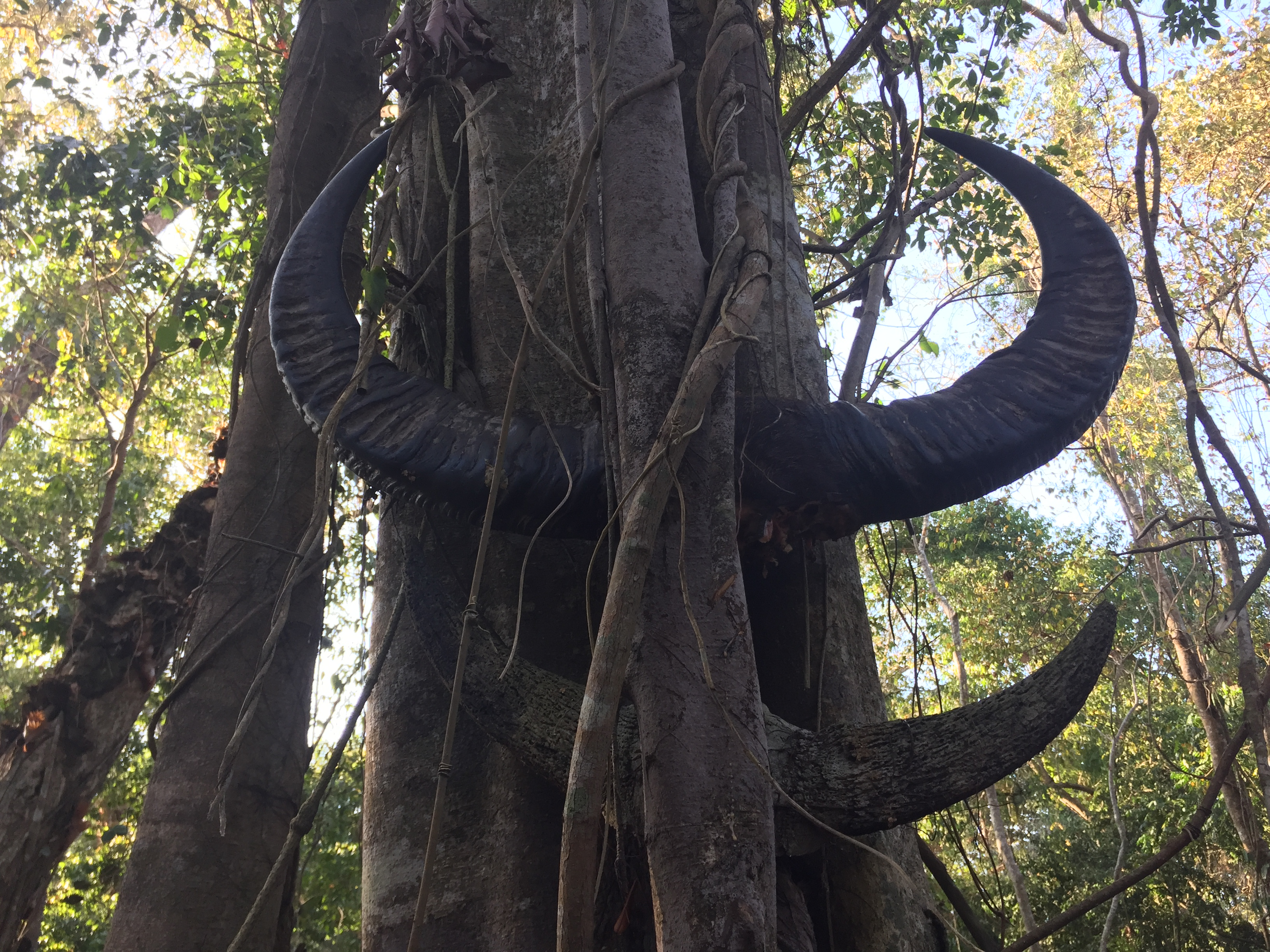
Wasserbüffelhörner auf dem Baha Liurai
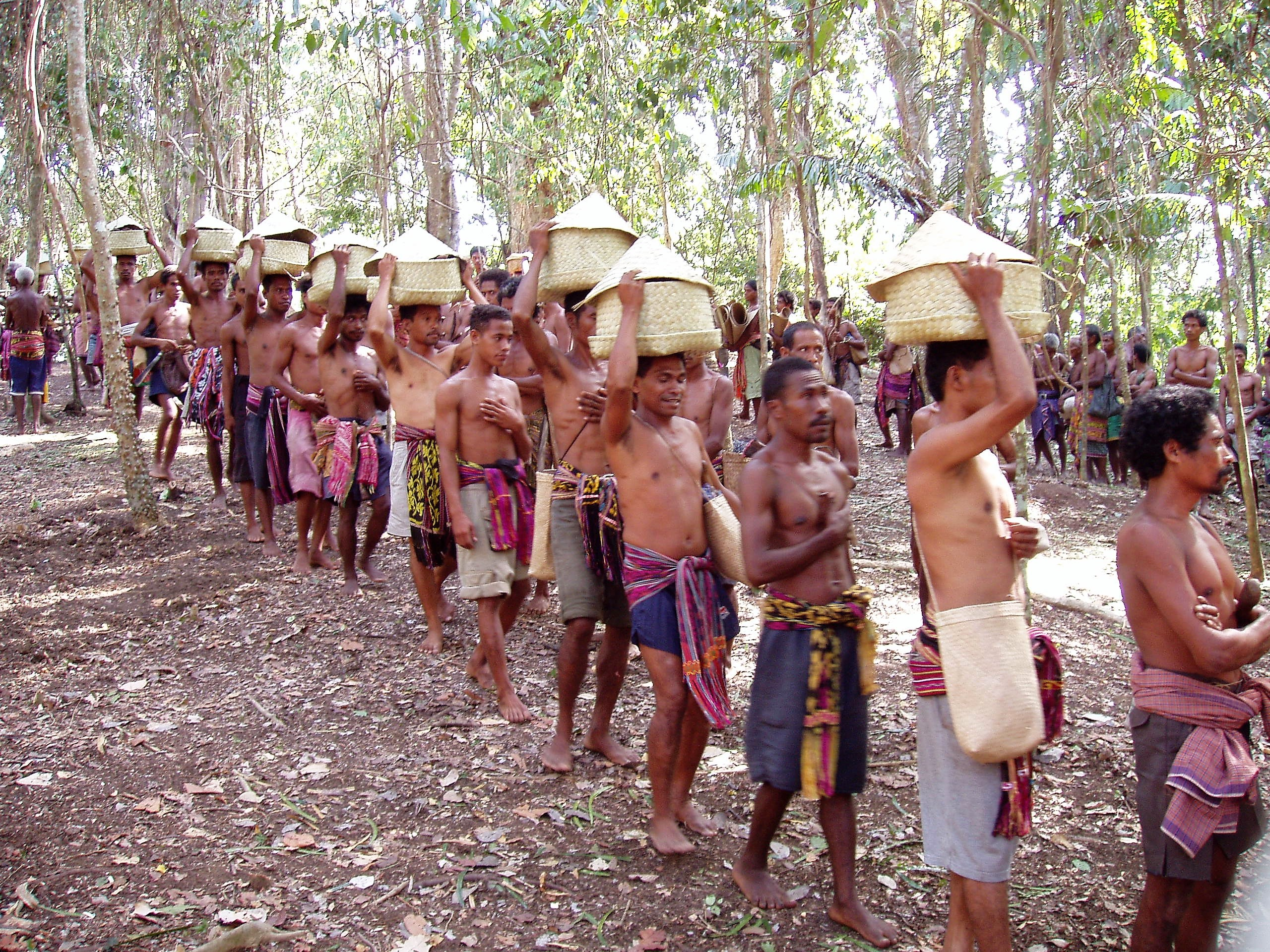
Abstieg vom Hügel
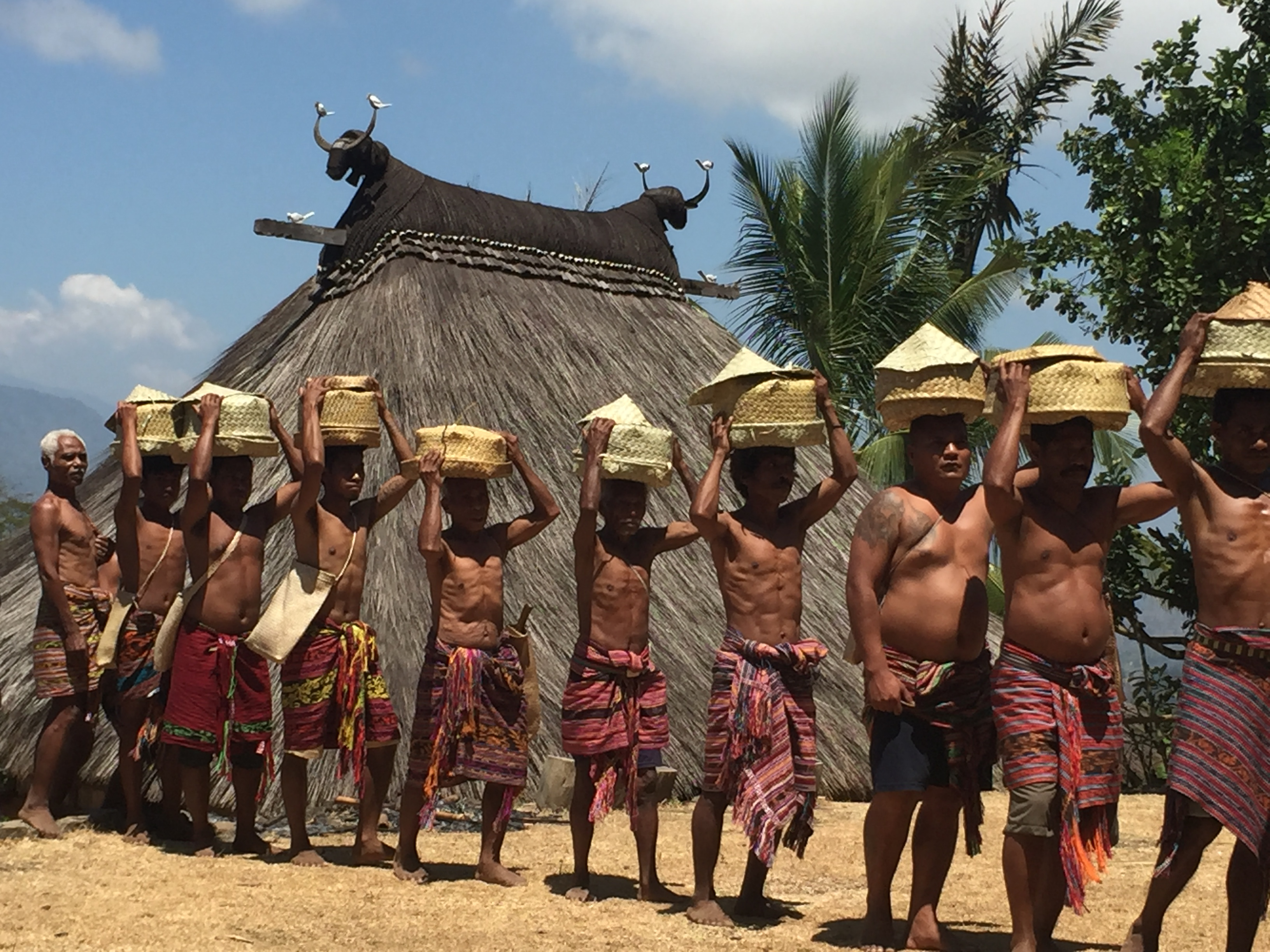
Zurück im Dorf mit den Opfergaben

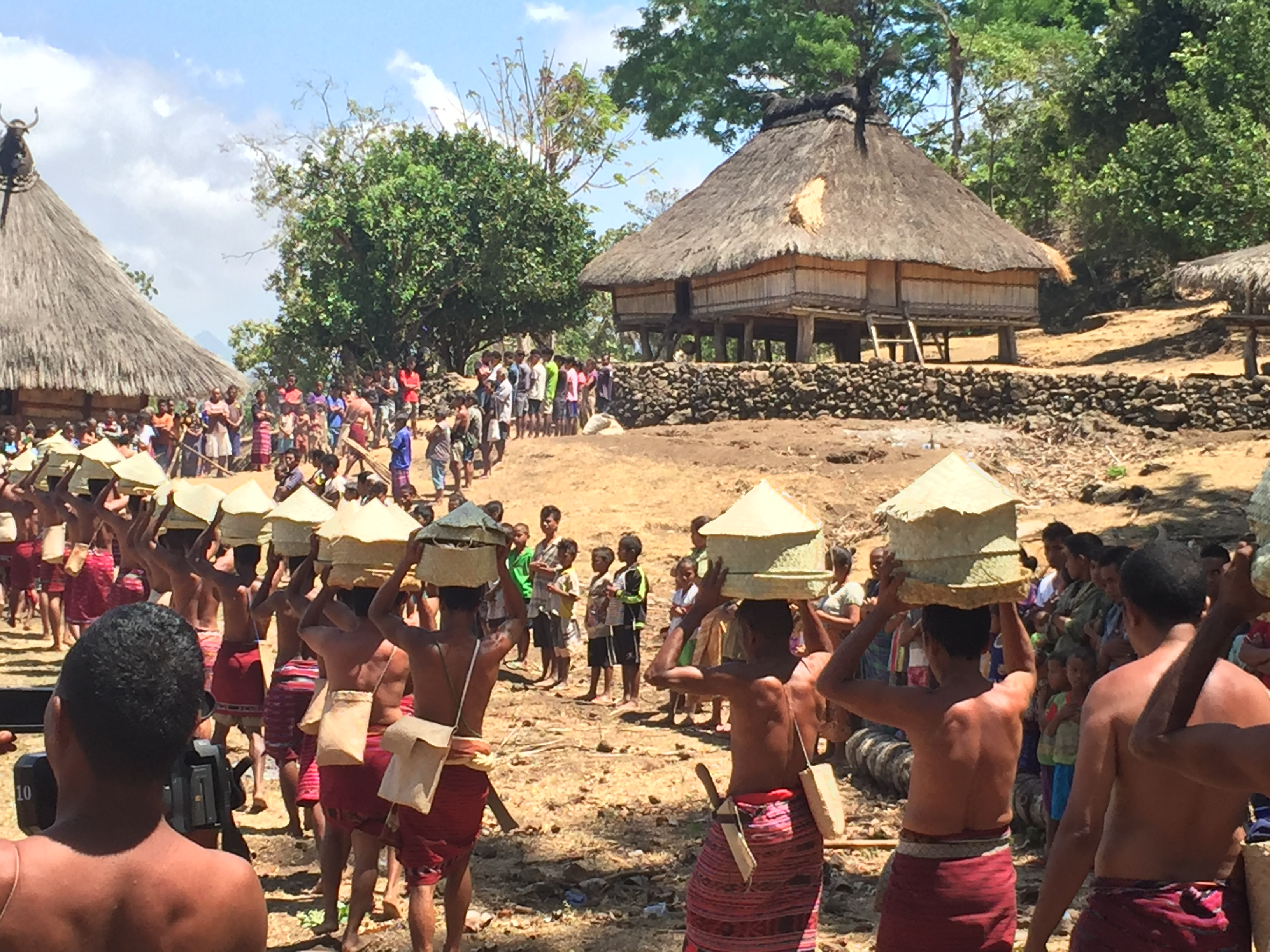
Rückkehr ins Heimatdorf

Das Fest dient mehreren Zwecken: Erstens besucht man die Gräber der Ahnen und spricht mit ihnen. Mit dem Fest dankt man dem heiligen Land und den Ahnen, dass sie das Dorf beschützen. Zudem bittet man um eine gute Zukunft. Die Ahnen sollen das Land segnen, für reiche Ernten sorgen und die Enkel vor Unfruchtbarkeit und Unglück beschützen. Außerdem werden die Dorfgesetze geprüft und gegebenenfalls erneuert oder neue beschlossen. Der Status jeder Gruppe und die Beziehungen zueinander und zu den Ahnen werden beschworen und erneuert. Die Gesetze sollen Frieden, Ruhe und Ordnung im Suco sichern, indem sie die Bande zwischen Bewohnern und dem Land stärken. Sie legen fest, wie die natürlichen Ressourcen aufgeteilt und geschützt werden.

## Belege

### Zu den Belegen
Die Anthropologin Susana Barnes führte zur Kultur der Einwohner ausführliche Studien durch, die hier wiedergegeben werden. Einer ihrer einheimischen Informanten vor Ort und die in ihrer Arbeit bei den Danksagungen zu finden sind, war Josh Trindade, der auch die Bilder im Artikel zur Verfügung gestellt hat. Mehrmals wird fälschlicherweise als Datum der ersten Feier nach der Unabhängigkeit das Jahr 2004 angegeben, doch wird in der Arbeit von Barnes von 2017 der Fehler richtiggestellt und das Jahr 2003 genannt. Die letzte Feier vor dem Einmarsch der Indonesier fand laut Barnes 1976 statt, kurz vor der Flucht der Bevölkerung auf den Matebian vor den anrückenden Indonesiern. Trindade, geboren im Jahr 1976, gibt als Datum 1974 an, das Jahr vor dem Beginn der Invasion der Indonesier in Osttimor, was mit dem beginnenden Ende der Kolonialmacht Portugals tief im Gedächtnis der Bevölkerung verwurzelt ist.

### Hauptbeleg
- Susana Barnes: Precedence and Social Order in the Domain of Ina Ama Beli Darlari. In: Andrew McWilliam und Elizabeth G. Traube (Hrsg.): Land and Life in Timor-Leste. Ethnographic Essays. Canberra: Australian National University 2011, ISBN 978-1-921862-60-1, S. 23–46, Online PDF 2,4 MB, abgerufen am 20. September 2017.